# Cattleya alagoensis
Cattleya alagoensis är en orkidéart som först beskrevs av Vitorino Paiva Castro och Guy Robert Chiron, och fick sitt nu gällande namn av Van den Berg. Cattleya alagoensis ingår i släktet Cattleya och familjen orkidéer. Inga underarter finns listade i Catalogue of Life.